# دانیل اوبر
دانیل فرانسوا اوبر (به فرانسوی: Daniel François Esprit Auber؛ تلفظ به فرانسوی: [danjɛl fʁɑ̃swa ɛspʁi obɛ:ʁ]؛ ۲۹ ژانویه سال ۱۷۸۲ –  ۱۲/۱۳ مارس ۱۸۷۱) یک آهنگساز فرانسوی بود.
او مؤسس مدرسهٔ فرانسه موسیقی و نویسندهٔ تألیفاتی در موسیقی است. از جمله:

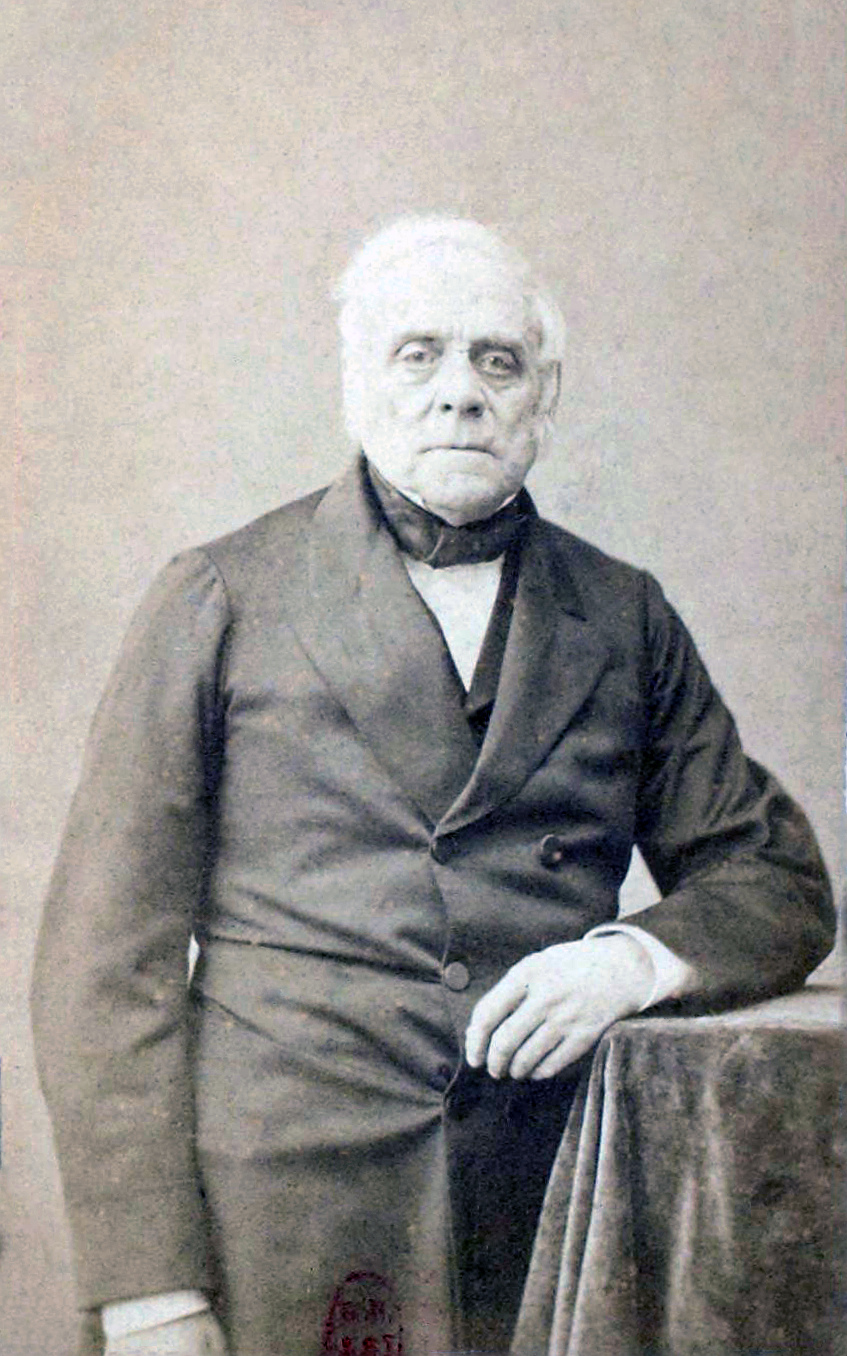
دانیل فرانسوا اسپریت اوبر حدود دهه ۱۸۶۰. عکس توسط نادار

1. خواب عشق
2. دومینوی سیاه
3. هیده
4. فراد یاولو
5. اسب برنجی
6. زن سفیر
7. الماسهای تاج
8. سهم ابلیس
9. صفیر
10. اولین روز یک خوشبختی